# Мегакл (син Алкмеона)
Мегакл (*Μεγακλῆς, VII ст. до н. е.) — давньогрецький політичний діяч Афінського полісу. У просопографічній і генеалогічній літературі зазвичай іменується як Мегакл (I).

## Життєпис
Походив з аристократичного роду Алкмеонідів. Син Алкмеона, архонта, і прапрапраонук Алкмеона, останнього пожиттєвого архонта. Про життя та діяльність Мегакла замало відомостей. Успадкував посаду архонта після смерті батька. Також очолив свій рід.
Відомий активною участю у придушенні заколоту Кілона. На той час обіймав посаду архонта-епоніма. Це відбувалося за різними версіями у 637—636, 632—631, 628—627 або 624—623 роки до н. е. Більшість дослідників дискутують щодо 636 або 632 року до н. е. Коли змова Кілона провалилася, саме Мегакл пообіцяв виснаженим змовникам, які шукали захисту біля вівтаря богині, пощаду, якщо ті здадуться. Ті погодилися, однак Алкмеоніди порушили дану обіцянку і перебили учасників змови. Це накликало на них прокляття, звинувачення в так званому «Кілоновому гріху», за який Алкмеоніди двічі виганялися з Афін. Ймовірно першим був Мегакл, якого за пропозицією Мирона (з роду суперників Лікоміди) разом з 300 особами споріднених з Алкмеонідами родів було вигнано з Афін. Повернутися до рідного міста зумів лише Алкмеон, син Мегакла.